# NGC 2092
NGC 2092 је расејано звездано јато у сазвежђу Златна риба које се налази на NGC листи објеката дубоког неба.
Деклинација објекта је - 69° 13' 27" а ректасцензија 5h 41m 22,1s. Привидна величина (магнитуда) објекта NGC 2092 износи 12,1. NGC 2092 је још познат и под ознакама ESO 57-SC22.